# Delina nigrita
Delina nigrita är en tvåvingeart som först beskrevs av Fallen 1819.  Delina nigrita ingår i släktet Delina och familjen kolvflugor. Arten är reproducerande i Sverige. Inga underarter finns listade i Catalogue of Life.